# Національна премія України імені Тараса Шевченка — лауреати 2025 року
Список лауреатів Національної премії України імені Тараса Шевченка за 2025 рік
Указом Президента України № 155/2025 від 5 березня 2025 року на підставі подання Комітету з Національної премії України імені Тараса Шевченка була присуджена премія 2025 року.
| Номінація                              | Лауреат | твір |
| -------------------------------------- | --- | --- |
| Література                             | Іздрик Юрій Романович, поет | Книга поезій «Колекція» |
| Літературознавство і мистецтвознавство | — | — |
| Публіцистика і журналістика            | Казарін Павло Володимирович, журналіст | Проєкт «Публіцистика воєнного часу в інтернет-виданні „Українська правда“»                                                                                         |
| Музичне мистецтво                      | Півненко Богдана Іванівна, скрипалька | Концертні програми 2019—2024 років |
| Музичне мистецтво                      | Шимко Олександр Артурович, композитор | Сакральна містерія «Вирій» для мішаного хору, автентичних голосів, сопрано та симфонічного оркестру на стародавні молитовні, біблійні та українські народні тексти |
| Театральне мистецтво                   | Вовкун Василь Володимирович, режисер-постановник, автор лібрето                                                                               | Опера «Лис Микита», балет «Тіні забутих предків», модерн-балет «Пізнай себе!», театралізована кантата «Псальми війни!» Львівської Національної опери               |
| Кіномистецтво                          | Санін Олександр Геннадійович, режисер, автор сценарію, Михальчук Сергій Євгенович, оператор, Загайкевич Алла Леонідівна, композиторка         | Повнометражний ігровий фільм «Довбуш» |
| Візуальні мистецтва                    | Кадирова Жанна Ельфатівна, художниця | Персональна виставка «Траєкторія польотів» |
| Декоративно-прикладне мистецтво        | Карпець-Єрмолаєва Валентина Іванівна, Пікуш Андрій Андрійович, Пікуш Марія Іванівна, Рибак Наталія Михайлівна, майстри петриківського розпису | Мистецький проєкт «Петриківський розпис: на захисті ідентичності»                                                                                                  |

Розмір Національної премії України імені Тараса Шевченка на 2025 рік склав 484 480 гривень кожна.